# 敦嘉化峇峇纪念馆

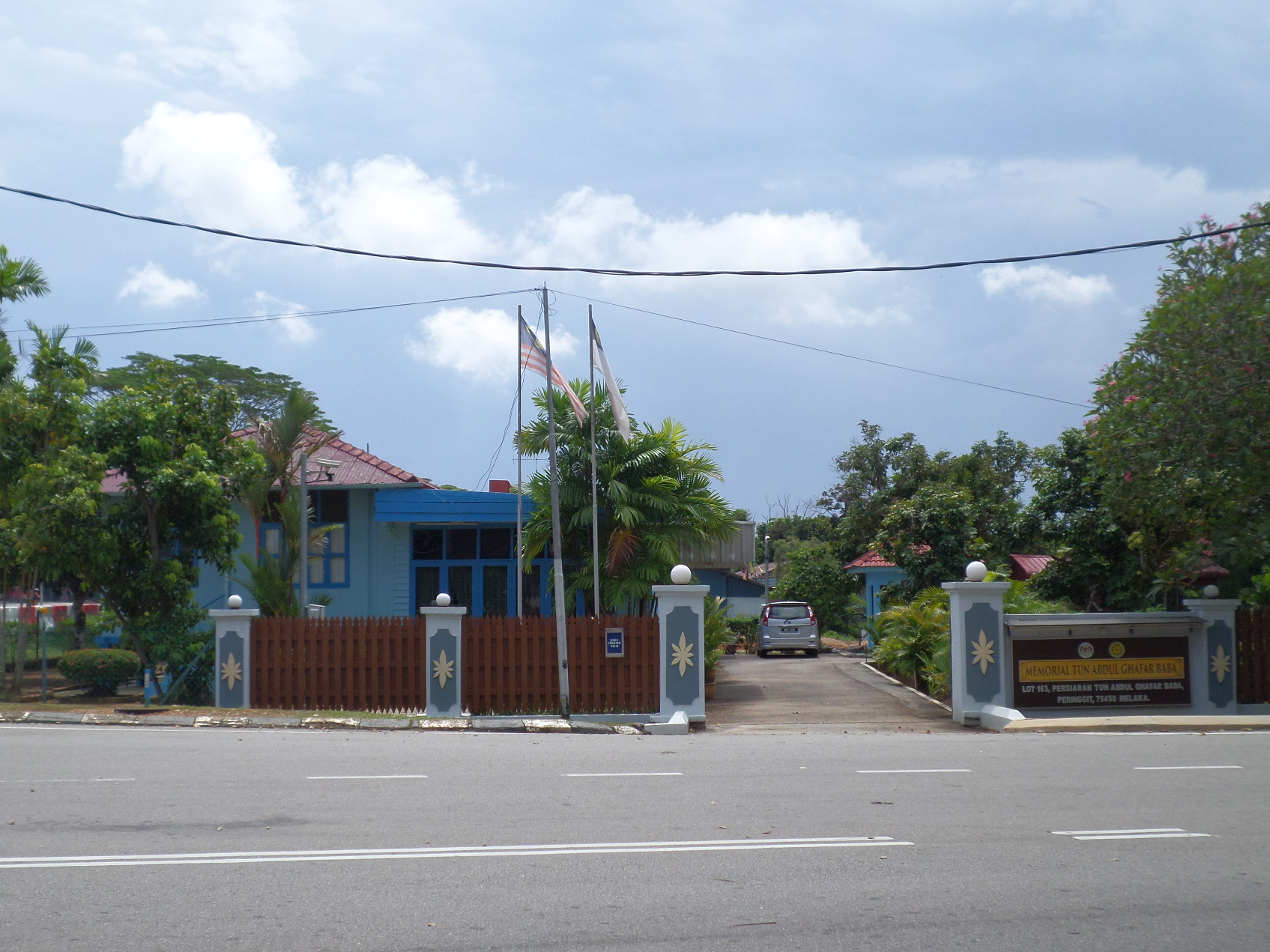
敦嘉化峇峇纪念馆

敦嘉化峇峇纪念馆是一座位于马来西亚马六甲州柏灵玉的博物馆。该博物馆展示嘉化峇峇的生平，他曾在马哈迪·莫哈末时代担任副首相（1986年至1993年）。
该建筑建于1956年，曾是嘉化峇峇在1959年至1967年担任马六甲首席部长期间的住所。2006年嘉化峇峇去世后，被改建为博物馆并向公众开放。